# 25. marec
25. marec je 84. dan leta (85. v prestopnih letih) v gregorijanskem koledarju. Ostaja še 281 dni.

## Dogodki
- 1821 – Grčija razglasi neodvisnost
- 1918 – ustanovljena je prva samostojna beloruska država Beloruska ljudska republika
- 1934 – prvo tekmovanje v smučarskih skokih na novi planiški Bloudkovi letalnici
- 1941 – Kraljevina Jugoslavija na Dunaju podpiše pristop k trojnemu paktu, kar spodbudi burne demnostracije
- 1944 – v Beli krajini se prično volitve v Narodnoosvobodilne odbore
- 1955 – na avstrijskem Koroškem ustanovljena Zveza slovenskih organizacij
- 1957 – Belgija, Nizozemska, Luksemburg, Nemčija, Italija in Francija podpišejo dogovor o ustanovitvi Evropske gospodarske skupnosti
- 1981 – slovenska skupščina sprejme srednjeročni načrt razvoja Slovenije

## Rojstva
- 826 – al-Mubarad, arabski slovničar, literarni teoretik († 898)
- 1133 – Henrik II., angleški kralj († 1189)
- 1157 – Alfonz II., aragonski kralj († 1196)
- 1252 – Konradin Hohenstaufen, švabski vojvoda, kralj Jeruzalema, kralj Sicilije († 1268)
- 1259 – Andronik II. Paleolog, bizantinski cesar († 1332)
- 1297 – Andronik III. Paleolog, bizantinski cesar († 1341)
- 1345 – Blanka Lancasterska, angleška plemkinja, vojvodinja Lancaster († 1368)
- 1347 – Sveta Katarina Sienska, italijanska dominikanka, teologinja, mistikinja, filozofinja in cerkvena učiteljica († 1380)
- 1479 – Vasilij III. Ivanovič, moskovski veliki knez  († 1533)
- 1538 – Christopher Clavius, nemški matematik, astronom († 1612)
- 1611 – Evlija Čelebi, turški taziskovalec († 1682)
- 1614 – Juan Carreño de Miranda, španski slikar († 1685)
- 1741 – Jean-Antoine Houdon, francoski kipar († 1828)
- 1767 – Joachim Murat, francoski maršal († 1815)
- 1769 – Salvatore Viganò, italijanski plesalec, koreograf († 1821)
- 1786 – Giovanni Battista Amici, italijanski astronom, optik († 1863)
- 1800 – Nasif Jaziji, libanonski učenjak († 1871)
- 1842 – Antonio Fogazzaro, italijanski pisatelj († 1911)
- 1867 – Arturo Toscanini, italijanski dirigent († 1957)
- 1881 – Béla Bartók, madžarski skladatelj, pianist, dirigent († 1945)
- 1883 – Earl Charles Slipher, ameriški astronom († 1964)
- 1886 – Aristokles Spiru - Athenagoras, konstantinopelski patriarh († 1972)
- 1906 – Alan John Percivale Taylor, angleški zgodovinar († 1990)
- 1921 – Simone Kaminker - Simone Signoret, francoska filmska igralka († 1985)
- 1925 – Flannery O'Connor, ameriška pisateljica († 1964)
- 1942 – Aretha Franklin, ameriška pevka
- 1946 – Daniel Bensaid, francoski filozof, politični aktivist († 2010)
- 1947 – Elton John, angleški glasbenik
- 1965 – Stefka Kostadinova, bolgarska atletinja
- 1972 – Alejandra Frausto Guerrero, mehiška političarka in odvetnica
- 1978 – Jurij Zrnec, slovenski igralec, komik, televizijski voditelj in režiser
- 1991 – Wilco Kelderman, nizozemski cestni kolesar

## Smrti
- 1053 – Prokopij iz Sazave, češki opat in svetnik
- 1189 – Bedřih Češki, vojvoda (* okoli 1142)
- 1233 – Alfonz II., portugalski kralj (* 1185)
- 1273 – Thomas Bérard, 20. veliki mojster vitezov templjarjev
- 1323 – Marija Ogrska, neapeljska kraljica (* 1257)
- 1351 – Ko Moronao in Ko Morojasu, japonska generala Severnega dvora, brata
- 1392 – Hosokava Jorijuki, japonski samuraj, državnik (* 1329)
- 1606 – François de Bar, francoski zgodovinar, pravnik (* 1538)
- 1751 – Friderik I., švedski kralj (* 1676)
- 1801 – Novalis, nemški pesnik (* 1772)
- 1860 – James Braid, škotski zdravnik (* 1795)
- 1867 – Friedlieb Ferdinand Runge, nemški kemik (* 1794)
- 1907 – Ernst Guastav Benjamin von Bergmann, nemški kirurg (* 1836)
- 1910 – Filip Kumbatovič Kalan, slovenski pisatelj, teatrolog († 1989)
- 1918 – Claude Achille Debussy, francoski skladatelj (* 1862)
- 1929 – Václav Jebavý - Otakar Březina, češki pesnik (* 1868)
- 1968 – Karel Levičnik, slovenski general (* 1900)
- 1975 – Fejsal bin Abdul Aziz, savdski kralj (* okoli 1906)
- 1980 – Roland Barthes, francoski kritik, esejist, filozof, semiotik (* 1915)
- 1997 – Luong Kim Dinh, vietnamski katoliški misijonar, učenjak in zgodovinar filozofije (* 1914)
- 1999 – Milan Štante, slovenski pisatelj, pesnik in prevajalec (* 1930)

## Prazniki in obredi
- materinski dan
- Marijino oznanjenje - praznik v Rimskokatoliški in v pravoslavnih Cerkvah (v Cerkvah, ki uporabljajo še stari pravoslavni koledar, je ta praznik 7. aprila)
- obletnica Arenge v San Marinu